# Gertrude Cordovana
Gertrude Maria Cordovana, född i Caltanissetta, Sicilien, död 6 april 1724 i Palermo, var en italiensk nunna som avrättades för kätteri på Sicilien. Hennes fall och avrättning var mycket uppmärksammat på sin tid. 
Gertrude Cordovana tillhörde benediktinorden. Cordovana ställdes år 1699 inför inkvisitionen på Sicilien tillsammans med broder Romualdo, en lekbroder ur augustinorden. Hennes medåtalade påstod sig vara en ofelbar profet som kunde tala med änglar, och anklagades för kvietism, molinism och kätteri. Själv åtalades hon för högmod, fåfänga och hyckleri sedan hon påstod sig vara ren och helig, och att hon hade samlag med Gud. 
Båda vägrade att ta tillbaka sina budskap, och hölls i fängelse av inkvisitionen i åratal, under vilka de utsattes för tortyr, svält och törst. Till slut gav inkvisitionen upp hoppet om att få dem att underkasta sig, och utverkade tillstånd för avrättning från biskopen av Albarucin, storinkvisitorn i Spanien och den tysk-romerske kejsaren. De avrättades tillsammans på torget San Erasmo i Palermo på morgonen den 6 april 1724. 
Avrättningen var en uppmärksammad offentlig händelse med närvaro av inkvisitionen, ärkebiskopen, senaten, vicekungen, stadens styrelse och adeln, samt de övriga 26 fångarna hos inkvisitionen. Cordovana fördes fram i en stor procession före sin medåtalade. Sedan hon hade förts upp på bålet, antändes hennes hår och klädedräkt, som dessförinnan hade preparerats med brännämnen, innan själva bålet antändes.   